# Unità della Kriegsmarine provenienti dalla Regia Marina
In seguito alle vicende che seguirono l'armistizio dell'8 settembre 1943, il Comando Tedesco, trovatosi senza un'effettiva flotta nel Mediterraneo occidentale per contrastare l'avanzata alleata, ha ricostruito una piccola flotta utilizzando il naviglio mercantile e militare italiano e francese, riarmandolo di tutto punto. Furono molte le unità provenienti dalla Regia Marina che vennero incorporate nella Kriegsmarine. Alcune furono poi consegnate alla Marina Nazionale Repubblicana.

## Sommergibili
Tra le imbarcazioni catturate dai tedeschi vi furono anche alcuni sommergibili tra cui il Giuliani, il Comandante Cappellini e il Torelli.

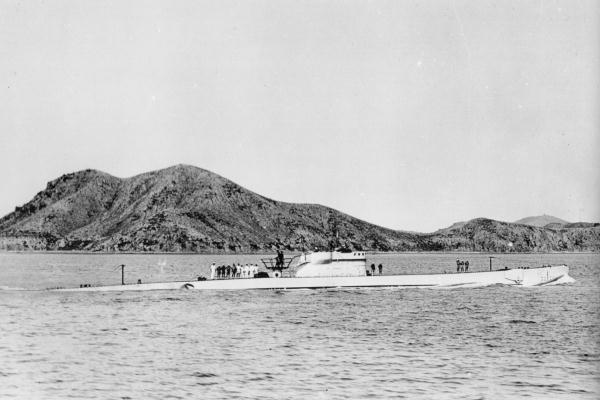
UIT 24 (ex Cappellini) nel 1944

I tre battelli, che erano stati trasformati in sommergibili da trasporto per l'estremo oriente, all'armistizio si trovavano a Sabang in Indonesia, occupata dai giapponesi che li requisirono consegnandoli ai tedeschi;
Il primo, ribattezzato U.IT.23, navigò con bandiera tedesca e con equipaggio misto italo-germanico, fino all'affondamento avvenuto il 14 febbraio 1944 nel canale di Malacca ad opera del sommergibile inglese Tally-Ho.
Cappellini e Torelli, ribattezzati rispettivamente U.IT.24 e U.IT.25 alla resa della Germania, servirono fino al termine del conflitto nella Marina imperiale giapponese, ribattezzati rispettivamente I503 e I504 servendo così sotto le principali Potenze dell'Asse. Al termine del conflitto catturati dagli americani vennero autoaffondati al largo di Kobe.

## Torpedoboote Ausland
Il maggior numero di queste unità catturate fece parte delle Torpedoboote Ausland ed una di queste curiosamente ne fece parte solo per un giorno: si trattava della torpediniera Achille Papa della classe Generali, che inizialmente classificata cacciatorpediniere, venne riclassificata torpediniera nel 1929. La nave catturata dai tedeschi a Genova il 9 settembre 1943 entrò a far parte delle Torpedoboote Ausland con la sigla TA 7 il 17 ottobre 1943, ma il giorno dopo venne riclassificata "Avviso Scorta" con la sigla SG 20. Dopo essere stata gravemente danneggiata da una mina il 1º novembre 1943, l'ex Achille Papa venne affondato in seguito ad un bombardamento aereo alleato nel porto di Genova il 12 gennaio 1944. Dopo la guerra il suo scafo venne recuperato per essere demolito.

## Incrociatori
Gli incrociatori antiaerei Etna e Vesuvio completati al 60% al momento della cattura furono sabotati da incursori italiani affinché i tedeschi non portassero a termine il loro allestimento. I loro scafi recuperati dopo la guerra nel porto di Trieste vennero demoliti.
Curiosa la sorte dell'incrociatore Niobe: costruito nei cantieri Weser di Brema, varato nel 1899 ed entrato in servizio nella Kaiserliche Marine nel 1900, venne venduto nel 1925 alla Jugoslavia e ribattezzato Dalmacija. Catturato il 17 aprile 1941 dalle forze italiane, entrò in servizio nella Regia Marina il successivo 24 aprile, venendo rinominato Cattaro. Catturato dai tedeschi a Pola l'11 settembre 1943, venne nuovamente ribattezzato Niobe entrando in servizio il 6 dicembre 1943 con un equipaggio misto tedesco-croato, ma arenatosi il 19 dicembre presso l'isola di Selve tre giorni dopo venne distrutto da due motocannoniere britanniche. Lo scafo venne demolito nel 1949.
L'incrociatore pesante Bolzano, catturato mentre era in riparazione alla Spezia, venne affondato in bacino da incursori italiani il 22 giugno 1944. Il suo relitto venne recuperato dopo la guerra per essere demolito.

### Capitani Romani
Tra queste unità vi furono quattro incrociatori leggeri classe Capitani Romani.
Il Caio Mario, ancora in costruzione, venne catturato all'Arsenale militare marittimo della Spezia ed ebbe completato solamente lo scafo. Usato come deposito carburante, venne autoaffondato nel porto nel 1944. Il Cornelio Silla catturato ancora in costruzione a Genova, mai completato, venne affondato in un raid aereo nel luglio 1944. Stessa sorte toccò all'Ottaviano Augusto che catturato ad Ancona mentre era in costruzione, venne affondato il 1º novembre 1943 durante un raid aereo. Tragica la storia del Giulio Germanico che catturato a Castellammare di Stabia quando ormai era praticamente completo, vide l'equipaggio opporsi ai tedeschi per difendere le strutture portuali ed il suo comandante  Domenico Baffigo, catturato con l'inganno e fucilato. Autoaffondato il 28 settembre 1943 dai tedeschi che abbandonavano Castellammare di Stabia il suo scafo venne recuperato dopo la guerra e l'unità ricostruita come conduttore di flottiglia. La nave fu ribattezzata San Marco (D 563) e prestò servizio nella Marina Militare tra il 1955 e il 1971.

## Le corvette U Boote Jäger
Tra queste navi, catturate dai tedeschi e riarmate di tutto punto sia pure in modo arrangiaticcio spiccano le U Boote Jäger, cioè le navi cacciasommergibili, identificate dalla sigla U.J. seguita da un numero.

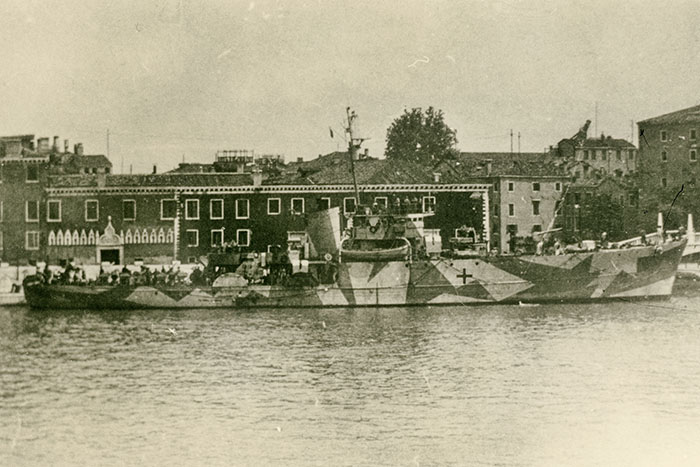
L'UJ 202 (Melpomene) mimetizzato, a Venezia

Un cospicuo numero di queste unità era costituito dalle corvette Classe Gabbiano, sette delle quali erano già in servizio: Antilope, Camoscio, Artemide, Vespa, Persefone, Euterpe. Altre ventuno unità vennero catturate mentre erano in costruzione e completate dai tedeschi entrarono in servizio nella Kriegsmarine venendo successivamente affondate: Tuffetto, Marangone, Strolaga, Ardea, Capriolo, Alce, Renna, Daino, Lucciola, Cervo, Grillo, Cicala, Calabrone, Colubrina, Spingarda, Carabina, Bombarda, Egeria, Melpomene, Tersicore, Euridice. Altre sei unità infine vennero catturate mentre erano in costruzione e non furono mai completate: Stambecco, Libellula, Cavalletta, Scure, Clava, Zagaglia. Tra queste unità solo la Bombarda sarebbe stata recuperata dopo la guerra, entrando a far parte della Marina Militare.